# 預金保険機構
預金保険機構（よきんほけんきこう、英: Deposit Insurance Corporation of Japan、略称：DICJまたは預保）は、日本の預金保険法に基づく認可法人。1971年7月1日、アメリカ合衆国における連邦預金保険公社（FDIC）をモデルに設立された。預金保険を提供する等、預金者等の保護と信用秩序の維持を主な目的とする。補償額もほぼ同様の預金者1人当たり1,000万円（FDICは25万米ドル）。金融機関の顧客は、補償額上限超過部分の預金については信用リスクが存在するため必要に応じて金融機関に対する信用調査の手数をかける必要があるが、補償額内の預金については、信用リスクが存在しないため、金融機関に対する信用調査の手数をかけずに預金できる効果がある。政府と日本銀行と民間金融機関全体がほぼ同じ割合で出資している。1996年までは日本銀行副総裁が理事長を兼務していた。

## 保護対象
1. 銀行法（昭和56年法律第59号）第2条第1項に規定する銀行
2. 長期信用銀行法（昭和27年法律第187号）第2条に規定する長期信用銀行
3. 信用金庫
4. 信用協同組合
5. 労働金庫
6. 信用金庫連合会(信金中央金庫)
7. 中小企業等協同組合法（昭和24年法律第181号）第9条の9第1項第1号の事業を行う協同組合連合会(全国信用協同組合連合会)
8. 労働金庫連合会
9. 株式会社商工組合中央金庫

農林中央金庫、農業協同組合等は含まれず、別の農水産業協同組合貯金保険法を根拠法とする農水産業協同組合貯金保険機構によって保護される。
郵便貯金のうち郵政管理・支援機構が承継した定期性郵便貯金については政府保証が継続する。また、日本政策投資銀行等政府系金融機関及び外国銀行の在日支店、日本に本店を置く銀行の外国支店については保証の対象外である。

## 業務
預金保険以降の業務は、以下の4つの内容に分けられる。
1. 破綻が起きた際に迅速に対応出来るようにする為の取り組み
2. 破綻時の処理
3. 破綻処理後の回収・責任追及
4. 健全状態の金融機関に対する資金補強

## 金融機関の破綻処理
日本の金融機関で預金保険が使用される枠組は、預金保険機構が預金者に保険金を支払い、一定額までの預金を保護する「保険金支払方式 (ペイオフ)」と、「資金援助方式」の2つがある。

### 保険金支払い方式
保険金支払い方式は、預金保険機構が（預金）保険金で支払いを行う方式である。
- 預金の保護が行われるのはペイオフコスト内 (名寄せ、融資の相殺がされた上で、1人あたり普通預金等の1000万円以内。決済用預金は全額) であり、それを越えた分は民事再生法等の倒産法の枠組を使って処理されることになる。
- 支払方法、申し出時期等は官報等で告知され、支払われる。支払いは直接機構が支払うか、他の金融機関に預金を設定してその通帳を交付する方式で行われる。
- この形式では、破産手続で契約が清算されるなど破綻金融機関の金融機能の停止が見込まれるため、可能な限り資金援助方式で事業承継させることが金融庁の方針として定められている。このため、2011年現在まで預金保険制度上で適用された事例は無い。但し、第二種保険事故の場合は金融機能が停止するのでこの方式が採用されることになる。

#### 保険事故
保険事故には以下のものがある。
第一種保険事故
預金などの払い戻しの停止
第二種保険事故
金融機関の営業免許の取消、破産手続開始決定又は解散の決議

### 資金援助方式
1986年の改正預金保険法で導入された、破綻金融機関での取引（預金・正常債権）やそれに関わる事業を受け皿金融機関へ譲渡させる形式である。
金融庁（旧大蔵省→1998年に金融再生委員会へ委譲）の判断により、破綻した金融機関に対して金融整理管財人を送り込み、救済金融機関（いわゆる受け皿金融機関）を選定し、預金保険コスト範囲内の資金援助や不良債権の買い取りを行う。そして整理回収機構へ不良債権を譲渡させ、健全資産の受け皿金融機関への譲渡を行うことで預金者の保護をはかる形式である。救済金融機関がただちに選定できない場合は承継銀行を設立し、再承継金融機関を選定となる。
- 承継する金融機関への援助はペイオフコスト内の金額であり、それを越えた分は事業譲渡の契約にもよるが財産の状況によりカットされることがある。2002年の中部銀行の破綻までは金融危機に伴うペイオフ凍結下、もしくは預金保険の支出がペイオフコスト範囲内として処理されたため全額保護されたが、2010年の日本振興銀行の例ではペイオフコスト内の金額に限定された。
- 営業譲渡にあたっては、金曜日の営業終了後から土日の間にかけて破綻金融機関で名寄せ等の処理を行い、月曜日に譲渡先としての営業を開始する「金月処理（きんげつしょり）」と言うスケジューリングで実施されることが多い。
- 全額保護が行われない場合、保護されない預金等の債権者への資産の配分は倒産法(主に民事再生法)の枠組で行われる。
- 保護上限までの預金の払い戻しまでに時間を要する場合、預金保険制度上、普通預金については元本60万円を上限に仮払いを行うことがあり、一週間以内に決定される[4]。
  - なお、ペイオフ解禁前までに破綻した金融機関については「全額保護」となっていたため、この制度に関係無く、普通預金については営業再開後、通常通りキャッシュカードでの払戻が可能であった。
  - 定期預金主体の日本振興銀行破綻に際しては個別対応が執られた（当該項目参照）。

資金援助方式による受け皿銀行への資金援助（贈与）は、架空預金事件で経営が困難となった東洋信用金庫を三和銀行が救済合併させる際に200億円を贈与したのが初例で、次いで以後主流となる営業譲渡方式による資金援助は釜石信用金庫の破綻処理で岩手銀行等へ行った260億円の贈与が初である。これ以前で預金保険制度上の破綻金融機関1号となっている東邦相互銀行は贈与ではなく伊予銀行に低利融資（貸付）を行い法人ごと救済合併させた。

### ペイオフ発動後の対応
初めていわゆるペイオフ(本則であるペイオフコスト内の資金援助方式による預金カット)が適用されたのは、2010年9月10日に経営破綻した日本振興銀行である。デューディリジェンスが難航したことで受け皿銀行の選定が進まなかったため、預金保険法の規定により2011年4月に承継銀行である第二日本承継銀行へ譲渡された。実際の譲渡までは機構が金融整理管財人として直接業務にあたる。その後2011年12月、第二日本承継銀行はイオン銀行に売却され、イオンコミュニティ銀行となった。その後、2012年にイオン銀行に吸収合併され消滅した。

## 金融危機対応
金融危機に際しては、全額保護に近い形になることがある。
1996年のいわゆるペイオフ凍結から当初2001年4月に予定していたペイオフ解禁までの間は、残高に関わりなく全ての預金で全額保護が時限措置で行われ、不良債権処理問題の深刻化により金融危機対応も恒久立法された。その後、ペイオフ解禁を1年延長し2002年4月からとしたが、債務超過状態で事業継続が困難に陥った石川銀行・中部銀行や幾つかの信用組合・信用金庫が2002年2月まで破綻（全額保護）した事に伴い、定期預金など貯蓄性のある預金は予定通り同年4月よりペイオフ解禁となったが、普通預金と当座預金類については「当面延期」の形で再び凍結される。
そして同程度の規模の他行に対して著しく自己資本比率が低下し（高い不良債権比率を抱え）破綻寸前であった、りそな銀行と足利銀行に対する再建処理に着手した事で、破綻が懸念される金融機関は他には無いとされた事から、無利息ながら全額保護される「決済用普通預金」の開発・導入を経て、2005年4月よりペイオフ本格解禁とした。

### 平成金融危機におけるペイオフ凍結下の資金援助
バブル経済下での銀行経営者らの放漫経営（背任など）による自己資本比率の低下（不良債権の増加）と護送船団方式の解体により、同族経営色の強い第二地方銀行・信用組合や経営基盤の弱い信用金庫が次々と経営破綻した（イ・アイ・イ・インターナショナル絡みの東京協和信用組合と安全信用組合、コスモ信用組合、兵庫銀行、太平洋銀行、福徳銀行、北海道拓殖銀行、商銀信用組合、新潟中央銀行、東京相和銀行、中部銀行など）。これらの破綻金融機関は、預金保険機構が受け皿金融機関に対して資金援助を行い資本増強させた上で、預金全額と正常債権を譲渡させた。当初はペイオフ限度内の預金保険による負担に加え受け皿の負担や当局主導の奉加帳方式の出資で全額保護されたが、1996年5月以降は預金保険法の改正で時限的に導入された特別資金援助として全額保護措置(いわゆるペイオフ凍結)が行われた。受け皿金融機関が決まらなかった東京協和信用組合・安全信用組合・コスモ信用組合はブリッジバンクの東京共同銀行、阪和銀行は払い戻しのみを業務とする紀伊預金管理銀行、木津信用組合・三福信用組合は整理回収銀行が承継した。
受け皿銀行として新たに設立されたみどり銀行となみはや銀行については、破綻した第二地銀からの営業譲受後早々と経営破綻し、都市銀行系の地方銀行に吸収され実質上解体されることになった（破綻理由については当該項目を参照のこと）。
都市銀行初の破綻となった北海道拓殖銀行においても資金援助方式での救済であったが、1998年以降、規模の大きな銀行に対しては後項の国有化とみなされる手段が執られるようになった。
資金援助を受けて受け皿銀行として新たに設立されたわかしお銀行が元親会社の三井住友銀行（旧住友銀行）と逆さ合併を実施して三井住友銀行（2代目）へ商号変更したり、同じく新設の東京スター銀行が別の投資ファンドに買収されるなど、法人格を維持したまま資本構成が変化する事例も見られる。

### 金融再生法による特別公的管理
| 名称                                               | 施行                 |
| -------------------------------------------------- | -------------------- |
| 金融機能の安定化のための緊急措置に関する法律(廃止) | 1998年2月-1998年10月 |
| 金融機能の早期健全化のための緊急措置に関する法律   | 1998年10月-          |
| 金融機関等の組織再編成の促進に関する特別措置法     | 2003年1月-           |
| 金融機能の強化のための特別措置に関する法律         | 2004年8月-           |
| 預金保険法 102条                                   | 2001年1月改正        |

日本長期信用銀行・日本債券信用銀行の破綻処理に対しては、当時市場で流通していた金融債は預金保険の対象外であったため、預金保険（保険金支払い方式）では賄いきれない巨額の負担を要する事から、1998年10月に金融再生法と早期健全化法が施行された、両行はそれぞれ金融再生法上の特別公的管理により、預金保険機構を通じて日本政府が全株を0円で取得（一時国有化）となった。公的資金による不良債権負担を経て第三者（投資グループ）へ譲渡された。

### 預金保険法102条によるもの
金融再生法・早期健全化法は2001年3月までの時限措置であったことから、2000年に預金保険法が改正されて102条（後述）が新設となり、金融危機対応会議も内閣府設置法に基づき設置された（2001年1月政令施行）。
金融庁の調査結果により、預金金融機関が不良債権の増大により自己資本比率が低下するなどして経営危機状態に陥り、金融システムに対する影響が大きい場合は金融危機対応会議を、議長である内閣総理大臣によって日銀総裁・財務大臣・金融庁長官・内閣官房長官らが内閣府（金融庁）へ招集される。
この会議において『我が国又は当該金融機関が業務を行っている地域の信用秩序の維持に極めて重大な支障が生ずるおそれがある』と判断された場合、預金保険法102条一項に規定された措置（対応）が認められ、これによって金融機関に注入する資金は「金融危機管理勘定（約14兆円）」から拠出される。
金融危機対応会議は、小泉内閣時代の2003年にりそな銀行（予防的注入要請により改正前の1号措置）と足利銀行（3号措置）の適用に関して実施されたのみである。
なお、2号と3号での「破綻金融機関」とは「預金等の払い戻しを停止するおそれのある・停止した金融機関（預金保険法第2条4項）」である。
預金保険法102条1項
- 1号（資本増強）-金融機関の自己資本の充実のために行う株式等の引受け（1号措置）
  - 資本が過小した金融機関およびその金融機関（銀行）を傘下にもつ金融持株会社に対して、資本増強を目的とした新株発行などによる増資を預金保険機構が引き受けることが想定されている。出資割合によっては国有化状態となる。
- 2号（特別資金援助）-破綻金融機関又はその財産をもって債務を完済することができない金融機関（2号措置）
  - 破綻金融機関で、預金保険の対象外部分の預金・残高についても資金援助によって全額保護とした上で、金融整理管財人の下で破綻処理を進め、受け皿金融機関へ譲渡させる形態。2009年11月時点では適用事例が無い。いわゆるペイオフ凍結の根拠となる措置である。
- 3号（特別危機管理）-破綻金融機関に該当する銀行等であって、その財産をもって債務を完済することができないもの（3号措置）
  - 2号措置では『我が国又は当該金融機関が業務を行っている地域の信用秩序の維持に極めて重大な支障が生ずるおそれがある』ことが回避できないと考えられる状況下（破綻による信用不安拡大懸念や巨額の資金援助を要する場合）において判断される。特別危機管理銀行として銀行の株式を対価無しで取得し、国の指名した経営陣による経営が行われる。
- 102条3項 - 第3号措置に係る認定は、第2号措置によっては第1項の支障を回避することができないと認める場合でなければ、行うことができない。

### 預金保険法第126条の2によるもの
シャドー・バンキング・システムの関わる市場型の金融危機に対応するために、預金保険の対象外のものも含む破綻に瀕した金融機関等に対して預金保険機構が介入して「金融システムの安定を図るための金融機関等の資産及び負債の秩序ある処理に関する措置」を行う法整備がすすめられた。
- 特定第1号措置

流動性不足に陥った債務超過をしていない金融機関等に適用され、特別監視の形で政府による経営への介入が行われ、資金貸し付けや資本増強をすることで流動性を供給しつつ、金融システム上重要な取引の縮小を行う。
- 特定第2号措置

債務超過や債務の支払いの停止、そのおそれのある金融機関等に適用される。金融整理管財人に準じる形で特定認定をし救済合併を援助するための資金援助を行う。破綻処理は既存の業法に基づく保護措置や倒産法と組み合わせて行われる。
また、これらの認定がされたとき、処理コストを債権者に負担させるためのベイルインと呼ばれる債権の消却、株式化や株式の消却等を行わせることや、承継銀行に類似する特定承継金融機関の設立が出来るようになっている。これのために第一から第五の日本特定承継株式会社が子会社として設立されている。バーゼルIII上のTier2債務のベイルイン発動条件として実質破綻というものがあるが、この認定は第2号措置、第3号措置、そして特定第2号措置が発動されたときになる。(なお、Additional Tier1債(AT1債)は自己資本比率が一定を下回った時に自動的に減損が行われることが発行条件となっている。)

### 資本増強の実施状況
2014年9月30日現在、株式会社整理回収機構を通じて、28の金融機関に総額9963億円の公的資金を投入している。

## 振り込め詐欺被害救済
振り込め詐欺事件が相次ぎ、現行法では被害者救済が難しいため、犯罪利用預金口座等に係る資金による被害回復分配金の支払等に関する法律 (振り込め詐欺救済法) が成立し、2008年6月に施行された。この法律では、金融機関は振り込め詐欺に用いられたおそれのある口座を凍結できるが、預金保険機構は、その口座のうち、振り込め詐欺に用いられたとみるべき相当の理由のある口座情報を公告する。
- 振り込め詐欺口座公告ページ

## 特定回収困難債権の買い取り
平成金融危機に伴う経営破綻前の銀行における不良債権の回収で、暴力団等の反社会的勢力による回収妨害が問題になった。このような債権は、回収に費用がかかるため放棄もしくは諦めることが多く、不良債権自体反社会的勢力の資金源になるだけでなく、債権を返済した企業にとっては公平性をそこない、法の支配の根幹をゆるがすことになる。このことから、預金保険機構およびその債権回収を行う整理回収機構では預金保険機構の持つ買い取った不良債権に対する財産調査権を使い、治安当局と連携することでこれらの債権を採算度外視で回収を行って来た。
2011年（平成23年）に、住専等の処理を終結させるに際して、このような債権の回収は民間では十分に行われないと見られることから、暴力団や総会屋がらみの債権や、回収妨害の見込まれる債権を「特定回収困難債権」と位置付け、預金保険機構は引続き買い取りを行い財産調査権等を行使し、整理回収機構で回収が行えるように預金保険法が改正された。

## その他
2023年1月をもって、新有楽町ビルヂングから　大手町フィナンシャルシティグランキューブに移転した。

## 歴代理事長
| 代 | 氏名       | 出身     | 前職                                     | 在職期間                        |
| -- | ---------- | -------- | ---------------------------------------- | ------------------------------- |
| 01 | 河野通一   | 大蔵省   | ( 日本銀行副総裁在任中に設立・就任)      | 1971年07月01日 - 1974年12月16日 |
| 02 | 前川春雄   | 日本銀行 | 日本輸出入銀行副総裁                     | 1974年12月17日 - 1979年12月16日 |
| 03 | 澄田智     | 大蔵省   | 日本輸出入銀行総裁                       | 1979年12月17日 - 1984年12月16日 |
| 04 | 三重野康   | 日本銀行 | 日本銀行理事                             | 1984年12月17日 - 1989年12月16日 |
| 05 | 吉本宏     | 大蔵省   | 国民金融公庫総裁                         | 1989年12月17日 - 1994年12月16日 |
| 06 | 福井俊彦   | 日本銀行 | 日本銀行理事                             | 1994年12月17日 - 1996年06月20日 |
| 07 | 松田昇     | 検察庁   | 最高検察庁刑事部長                       | 1996年06月21日 - 2004年06月23日 |
| 08 | 永田俊一   | 大蔵省   | 信託協会副会長                           | 2004年06月24日 - 2010年06月23日 |
| 09 | 田邉昌徳   | 日本銀行 | 預金保険機構理事                         | 2010年12月06日 - 2015年02月28日 |
| 10 | 三國谷勝範 | 大蔵省   | 金融庁長官を経て東京大学教授             | 2015年03月01日 - 2021年02月28日 |
| 11 | 三井秀範   | 大蔵省   | 金融庁企画市場局長を経て東京大学特任教授 | 2021年03月01日 -                |